# Nemesia albiflora
Nemesia albiflora är en flenörtsväxtart som beskrevs av Nicholas Edward Brown. Nemesia albiflora ingår i släktet nemesior, och familjen flenörtsväxter. Inga underarter finns listade i Catalogue of Life.